# Viveka Babajee
Viveka Babajee (Port Louis, 23 mei 1973 - Mumbai, 25 juni 2010) was een Indiaas model en actrice. Ze werd geboren in Mauritius en werd in 1993 gekroond tot Miss Mauritius.
Babajee maakte op 37-jarige leeftijd een eind aan haar leven in haar appartement te Mumbai.

## Filmografie
- Yeh Kaisi Mohabbat (2002) ... Priya Thakral